# Route d'Occitanie 2022
La 46e édition de la Route d'Occitanie a lieu du 16 au 19 juin 2022.

## Équipes
| WorldTeams (9)- AG2R Citroën Team - Astana Qazaqstan Team - Cofidis - EF Education-EasyPost - Groupama-FDJ - Ineos Grenadiers - Israel-Premier Tech - Movistar Team - Trek-Segafredo ProTeams (7)- Arkéa-Samsic - B&B Hotels-KTM - Burgos-BH - Caja Rural-Seguros RGA - Equipo Kern Pharma - TotalEnergies - Uno-X Pro Cycling Team Équipes continentales (5)- Bike Aid - Go Sport-Roubaix Lille Métropole - Nice Métropole Côte d'Azur - Team U Nantes Atlantique - Saint Michel-Auber 93 |
| |

## Étapes
| Étape     | Date    | Villes étapes                             | type                      | Distance (km) | Dénivelé (m) | Vainqueur d'étape | Leader du classement général |
| --------- | ------- | ----------------------------------------- | ------------------------- | ------------- | ------------ | ----------------- | ---------------------------- |
| 1re étape | 16 juin | Séméac – L'Isle-Jourdain                  | étape de plaine           | 174,4         | 1 708 m      | Arnaud Démare     | Arnaud Démare                |
| 2e étape  | 17 juin | Belmont-sur-Rance – Roquefort-sur-Soulzon | étape de moyenne montagne | 33,6          |              | Roger Adrià       | Roger Adrià                  |
| 3e étape  | 18 juin | Sigean – Les Angles                       | étape de montagne         | 188,7         | 4 503 m      | Michael Woods     | Michael Woods                |
| 4e étape  | 19 juin | Les Angles – Auterive                     | étape vallonnée           | 188,3         | 1 939 m      | Niccolò Bonifazio | Michael Woods                |

### 1reétape
| \| Classement de l'étape \| Classement de l'étape \| Classement de l'étape \| Classement de l'étape \| Classement de l'étape \| \| Coureur \| Coureur \| Pays \| Équipe \| Temps \| \| --------------------- \| --------------------- \| --------------------- \| -------------------------------- \| --------------------- \| \| 1er \| Arnaud Démare \| France \| Groupama-FDJ \| 4 h 13 min 55 s \| \| 2e \| Pierre Barbier \| France \| B&B Hotels-KTM \| + 0 s \| \| 3e \| Elia Viviani \| Italie \| Ineos Grenadiers \| + 0 s \| \| 4e \| Thomas Boudat \| France \| Go Sport-Roubaix Lille Métropole \| + 0 s \| \| 5e \| Max Kanter \| Allemagne \| Movistar Team \| + 0 s \| \| 6e \| Davide Cimolai \| Italie \| Cofidis \| + 0 s \| \| 7e \| Niccolò Bonifazio \| Italie \| TotalEnergies \| + 0 s \| \| 8e \| Léo Bouvier \| France \| Bike Aid \| + 0 s \| \| 9e \| Andrea Vendrame \| Italie \| AG2R Citroën Team \| + 0 s \| \| 10e \| Jon Aberasturi \| Espagne \| Trek-Segafredo \| + 0 s \| |                   |           |                                  |                 |
| |                   |           |                                  |                 |
| |                   |           |                                  |                 |
| Classement de l'étape |                   |           |                                  |                 |
| Coureur | Coureur           | Pays      | Équipe                           | Temps           |
| 1er | Arnaud Démare     | France    | Groupama-FDJ                     | 4 h 13 min 55 s |
| 2e | Pierre Barbier    | France    | B&B Hotels-KTM                   | + 0 s           |
| 3e | Elia Viviani      | Italie    | Ineos Grenadiers                 | + 0 s           |
| 4e | Thomas Boudat     | France    | Go Sport-Roubaix Lille Métropole | + 0 s           |
| 5e | Max Kanter        | Allemagne | Movistar Team                    | + 0 s           |
| 6e | Davide Cimolai    | Italie    | Cofidis                          | + 0 s           |
| 7e | Niccolò Bonifazio | Italie    | TotalEnergies                    | + 0 s           |
| 8e | Léo Bouvier       | France    | Bike Aid                         | + 0 s           |
| 9e | Andrea Vendrame   | Italie    | AG2R Citroën Team                | + 0 s           |
| 10e | Jon Aberasturi    | Espagne   | Trek-Segafredo                   | + 0 s           |

| \| Classement général \| Classement général \| Classement général \| Classement général \| Classement général \| \| Coureur \| Coureur \| Pays \| Équipe \| Temps \| \| ------------------ \| ------------------ \| ------------------ \| -------------------------------- \| ------------------ \| \| 1er \| Arnaud Démare \| France \| Groupama-FDJ \| 4 h 13 min 45 s \| \| 2e \| Pierre Barbier \| France \| B&B Hotels-KTM \| + 4 s \| \| 3e \| Elia Viviani \| Italie \| Ineos Grenadiers \| + 6 s \| \| 4e \| Jean Goubert \| France \| Nice Métropole Côte d'Azur \| + 8 s \| \| 5e \| Thomas Boudat \| France \| Go Sport-Roubaix Lille Métropole \| + 10 s \| \| 6e \| Max Kanter \| Allemagne \| Movistar Team \| + 10 s \| \| 7e \| Davide Cimolai \| Italie \| Cofidis \| + 10 s \| \| 8e \| Niccolò Bonifazio \| Italie \| TotalEnergies \| + 10 s \| \| 9e \| Léo Bouvier \| France \| Bike Aid \| + 10 s \| \| 10e \| Andrea Vendrame \| Italie \| AG2R Citroën Team \| + 10 s \| |                   |           |                                  |                 |
| |                   |           |                                  |                 |
| |                   |           |                                  |                 |
| Classement général |                   |           |                                  |                 |
| Coureur | Coureur           | Pays      | Équipe                           | Temps           |
| 1er | Arnaud Démare     | France    | Groupama-FDJ                     | 4 h 13 min 45 s |
| 2e | Pierre Barbier    | France    | B&B Hotels-KTM                   | + 4 s           |
| 3e | Elia Viviani      | Italie    | Ineos Grenadiers                 | + 6 s           |
| 4e | Jean Goubert      | France    | Nice Métropole Côte d'Azur       | + 8 s           |
| 5e | Thomas Boudat     | France    | Go Sport-Roubaix Lille Métropole | + 10 s          |
| 6e | Max Kanter        | Allemagne | Movistar Team                    | + 10 s          |
| 7e | Davide Cimolai    | Italie    | Cofidis                          | + 10 s          |
| 8e | Niccolò Bonifazio | Italie    | TotalEnergies                    | + 10 s          |
| 9e | Léo Bouvier       | France    | Bike Aid                         | + 10 s          |
| 10e | Andrea Vendrame   | Italie    | AG2R Citroën Team                | + 10 s          |

### 2eétape
L'étape a été amputée de sa partie tarnaise, en raison de la décision du préfet d'annuler la course dans le département à cause de la canicule et d'un placement en vigilance rouge. Seule la partie aveyronnaise de l'étape est conservée, avec la côte de Tiergues et l'arrivée à Roquefort-sur-Soulzon.
Nairo Quintana chute à la sortie de Saint-Affrique mais se replace dans le peloton. Malgré quelques attaques dans la côte de Tiergues, le peloton arrive pour un sprint.
| \| Classement de l'étape \| Classement de l'étape \| Classement de l'étape \| Classement de l'étape \| Classement de l'étape \| \| Coureur \| Coureur \| Pays \| Équipe \| Temps \| \| --------------------- \| --------------------- \| --------------------- \| ------------------------ \| --------------------- \| \| 1er \| Roger Adrià \| Espagne \| Equipo Kern Pharma \| 42 min 42 s \| \| 2e \| Michael Valgren \| Danemark \| EF Education-EasyPost \| + 0 s \| \| 3e \| Julien Simon \| France \| TotalEnergies \| + 0 s \| \| 4e \| Max Kanter \| Allemagne \| Movistar Team \| + 0 s \| \| 5e \| Axel Mariault \| France \| Team U Nantes Atlantique \| + 0 s \| \| 6e \| Michael Woods \| Canada \| Israel-Premier Tech \| + 0 s \| \| 7e \| Filippo Baroncini \| Italie \| Trek-Segafredo \| + 0 s \| \| 8e \| Jonas Gregaard Wilsly \| Danemark \| Uno-X Pro Cycling Team \| + 0 s \| \| 9e \| Odd Christian Eiking \| Norvège \| EF Education-EasyPost \| + 0 s \| \| 10e \| Andrea Vendrame \| Italie \| AG2R Citroën Team \| + 0 s \| |                       |           |                          |             |
| |                       |           |                          |             |
| |                       |           |                          |             |
| Classement de l'étape |                       |           |                          |             |
| Coureur | Coureur               | Pays      | Équipe                   | Temps       |
| 1er | Roger Adrià           | Espagne   | Equipo Kern Pharma       | 42 min 42 s |
| 2e | Michael Valgren       | Danemark  | EF Education-EasyPost    | + 0 s       |
| 3e | Julien Simon          | France    | TotalEnergies            | + 0 s       |
| 4e | Max Kanter            | Allemagne | Movistar Team            | + 0 s       |
| 5e | Axel Mariault         | France    | Team U Nantes Atlantique | + 0 s       |
| 6e | Michael Woods         | Canada    | Israel-Premier Tech      | + 0 s       |
| 7e | Filippo Baroncini     | Italie    | Trek-Segafredo           | + 0 s       |
| 8e | Jonas Gregaard Wilsly | Danemark  | Uno-X Pro Cycling Team   | + 0 s       |
| 9e | Odd Christian Eiking  | Norvège   | EF Education-EasyPost    | + 0 s       |
| 10e | Andrea Vendrame       | Italie    | AG2R Citroën Team        | + 0 s       |

| \| Classement général \| Classement général \| Classement général \| Classement général \| Classement général \| \| Coureur \| Coureur \| Pays \| Équipe \| Temps \| \| ------------------ \| ---------------------- \| ------------------ \| --------------------- \| ------------------ \| \| 1er \| Roger Adrià \| Espagne \| Equipo Kern Pharma \| 4 h 56 min 27 s \| \| 2e \| Arnaud Démare \| France \| Groupama-FDJ \| + 0 s \| \| 3e \| Michael Valgren \| Danemark \| EF Education-EasyPost \| + 4 s \| \| 4e \| Julien Simon \| France \| TotalEnergies \| + 6 s \| \| 5e \| Max Kanter \| Allemagne \| Movistar Team \| + 10 s \| \| 6e \| Andrea Vendrame \| Italie \| AG2R Citroën Team \| + 10 s \| \| 7e \| Óscar Pelegrí \| Espagne \| Burgos-BH \| + 10 s \| \| 8e \| Nairo Quintana \| Colombie \| Arkéa-Samsic \| + 10 s \| \| 9e \| Cyril Barthe \| France \| B&B Hotels-KTM \| + 10 s \| \| 10e \| Valentin Paret-Peintre \| France \| AG2R Citroën Team \| + 10 s \| |                        |           |                       |                 |
| |                        |           |                       |                 |
| |                        |           |                       |                 |
| Classement général |                        |           |                       |                 |
| Coureur | Coureur                | Pays      | Équipe                | Temps           |
| 1er | Roger Adrià            | Espagne   | Equipo Kern Pharma    | 4 h 56 min 27 s |
| 2e | Arnaud Démare          | France    | Groupama-FDJ          | + 0 s           |
| 3e | Michael Valgren        | Danemark  | EF Education-EasyPost | + 4 s           |
| 4e | Julien Simon           | France    | TotalEnergies         | + 6 s           |
| 5e | Max Kanter             | Allemagne | Movistar Team         | + 10 s          |
| 6e | Andrea Vendrame        | Italie    | AG2R Citroën Team     | + 10 s          |
| 7e | Óscar Pelegrí          | Espagne   | Burgos-BH             | + 10 s          |
| 8e | Nairo Quintana         | Colombie  | Arkéa-Samsic          | + 10 s          |
| 9e | Cyril Barthe           | France    | B&B Hotels-KTM        | + 10 s          |
| 10e | Valentin Paret-Peintre | France    | AG2R Citroën Team     | + 10 s          |

### 3eétape
| \| Classement de l'étape \| Classement de l'étape \| Classement de l'étape \| Classement de l'étape \| Classement de l'étape \| \| Coureur \| Coureur \| Pays \| Équipe \| Temps \| \| --------------------- \| --------------------- \| --------------------- \| ---------------------- \| --------------------- \| \| 1er \| Michael Woods \| Canada \| Israel-Premier Tech \| 5 h 23 min 35 s \| \| 2e \| Carlos Rodríguez \| Espagne \| Ineos Grenadiers \| + 1 min 11 s \| \| 3e \| Jesús Herrada \| Espagne \| Cofidis \| + 1 min 12 s \| \| 4e \| Alejandro Valverde \| Espagne \| Movistar Team \| + 1 min 12 s \| \| 5e \| Mattias Skjelmose \| Danemark \| Trek-Segafredo \| + 1 min 34 s \| \| 6e \| Odd Christian Eiking \| Norvège \| EF Education-EasyPost \| + 1 min 35 s \| \| 7e \| Jonas Gregaard Wilsly \| Danemark \| Uno-X Pro Cycling Team \| + 1 min 35 s \| \| 8e \| Nairo Quintana \| Colombie \| Arkéa-Samsic \| + 1 min 35 s \| \| 9e \| Cristian Rodríguez \| Espagne \| TotalEnergies \| + 1 min 35 s \| \| 10e \| Michel Ries \| Luxembourg \| Arkéa-Samsic \| + 2 min 26 s \| |                       |            |                        |                 |
| |                       |            |                        |                 |
| |                       |            |                        |                 |
| Classement de l'étape |                       |            |                        |                 |
| Coureur | Coureur               | Pays       | Équipe                 | Temps           |
| 1er | Michael Woods         | Canada     | Israel-Premier Tech    | 5 h 23 min 35 s |
| 2e | Carlos Rodríguez      | Espagne    | Ineos Grenadiers       | + 1 min 11 s    |
| 3e | Jesús Herrada         | Espagne    | Cofidis                | + 1 min 12 s    |
| 4e | Alejandro Valverde    | Espagne    | Movistar Team          | + 1 min 12 s    |
| 5e | Mattias Skjelmose     | Danemark   | Trek-Segafredo         | + 1 min 34 s    |
| 6e | Odd Christian Eiking  | Norvège    | EF Education-EasyPost  | + 1 min 35 s    |
| 7e | Jonas Gregaard Wilsly | Danemark   | Uno-X Pro Cycling Team | + 1 min 35 s    |
| 8e | Nairo Quintana        | Colombie   | Arkéa-Samsic           | + 1 min 35 s    |
| 9e | Cristian Rodríguez    | Espagne    | TotalEnergies          | + 1 min 35 s    |
| 10e | Michel Ries           | Luxembourg | Arkéa-Samsic           | + 2 min 26 s    |

| \| Classement général \| Classement général \| Classement général \| Classement général \| Classement général \| \| Coureur \| Coureur \| Pays \| Équipe \| Temps \| \| ------------------ \| --------------------- \| ------------------ \| ---------------------- \| ------------------ \| \| 1er \| Michael Woods \| Canada \| Israel-Premier Tech \| 10 h 19 min 59 s \| \| 2e \| Carlos Rodríguez \| Espagne \| Ineos Grenadiers \| + 1 min 16 s \| \| 3e \| Jesús Herrada \| Espagne \| Cofidis \| + 1 min 21 s \| \| 4e \| Alejandro Valverde \| Espagne \| Movistar Team \| + 1 min 24 s \| \| 5e \| Mattias Skjelmose \| Danemark \| Trek-Segafredo \| + 1 min 47 s \| \| 6e \| Nairo Quintana \| Colombie \| Arkéa-Samsic \| + 1 min 48 s \| \| 7e \| Odd Christian Eiking \| Norvège \| EF Education-EasyPost \| + 1 min 48 s \| \| 8e \| Jonas Gregaard Wilsly \| Danemark \| Uno-X Pro Cycling Team \| + 1 min 48 s \| \| 9e \| Cristian Rodríguez \| Espagne \| TotalEnergies \| + 1 min 48 s \| \| 10e \| Nicolas Edet \| France \| Arkéa-Samsic \| + 2 min 39 s \| |                       |          |                        |                  |
| |                       |          |                        |                  |
| |                       |          |                        |                  |
| Classement général |                       |          |                        |                  |
| Coureur | Coureur               | Pays     | Équipe                 | Temps            |
| 1er | Michael Woods         | Canada   | Israel-Premier Tech    | 10 h 19 min 59 s |
| 2e | Carlos Rodríguez      | Espagne  | Ineos Grenadiers       | + 1 min 16 s     |
| 3e | Jesús Herrada         | Espagne  | Cofidis                | + 1 min 21 s     |
| 4e | Alejandro Valverde    | Espagne  | Movistar Team          | + 1 min 24 s     |
| 5e | Mattias Skjelmose     | Danemark | Trek-Segafredo         | + 1 min 47 s     |
| 6e | Nairo Quintana        | Colombie | Arkéa-Samsic           | + 1 min 48 s     |
| 7e | Odd Christian Eiking  | Norvège  | EF Education-EasyPost  | + 1 min 48 s     |
| 8e | Jonas Gregaard Wilsly | Danemark | Uno-X Pro Cycling Team | + 1 min 48 s     |
| 9e | Cristian Rodríguez    | Espagne  | TotalEnergies          | + 1 min 48 s     |
| 10e | Nicolas Edet          | France   | Arkéa-Samsic           | + 2 min 39 s     |

### 4eétape
| \| Classement de l'étape \| Classement de l'étape \| Classement de l'étape \| Classement de l'étape \| Classement de l'étape \| \| Coureur \| Coureur \| Pays \| Équipe \| Temps \| \| --------------------- \| --------------------- \| --------------------- \| -------------------------------- \| --------------------- \| \| 1er \| Niccolò Bonifazio \| Italie \| TotalEnergies \| 4 h 13 min 49 s \| \| 2e \| Matteo Moschetti \| Italie \| Trek-Segafredo \| + 0 s \| \| 3e \| Max Kanter \| Allemagne \| Movistar Team \| + 0 s \| \| 4e \| Elia Viviani \| Italie \| Ineos Grenadiers \| + 0 s \| \| 5e \| Thomas Boudat \| France \| Go Sport-Roubaix Lille Métropole \| + 0 s \| \| 6e \| Mattias Skjelmose \| Danemark \| Trek-Segafredo \| + 0 s \| \| 7e \| Alejandro Valverde \| Espagne \| Movistar Team \| + 0 s \| \| 8e \| Jonas Gregaard Wilsly \| Danemark \| Uno-X Pro Cycling Team \| + 0 s \| \| 9e \| Jesús Herrada \| Espagne \| Cofidis \| + 0 s \| \| 10e \| Kim Heiduk \| Allemagne \| Ineos Grenadiers \| + 0 s \| |                       |           |                                  |                 |
| |                       |           |                                  |                 |
| |                       |           |                                  |                 |
| Classement de l'étape |                       |           |                                  |                 |
| Coureur | Coureur               | Pays      | Équipe                           | Temps           |
| 1er | Niccolò Bonifazio     | Italie    | TotalEnergies                    | 4 h 13 min 49 s |
| 2e | Matteo Moschetti      | Italie    | Trek-Segafredo                   | + 0 s           |
| 3e | Max Kanter            | Allemagne | Movistar Team                    | + 0 s           |
| 4e | Elia Viviani          | Italie    | Ineos Grenadiers                 | + 0 s           |
| 5e | Thomas Boudat         | France    | Go Sport-Roubaix Lille Métropole | + 0 s           |
| 6e | Mattias Skjelmose     | Danemark  | Trek-Segafredo                   | + 0 s           |
| 7e | Alejandro Valverde    | Espagne   | Movistar Team                    | + 0 s           |
| 8e | Jonas Gregaard Wilsly | Danemark  | Uno-X Pro Cycling Team           | + 0 s           |
| 9e | Jesús Herrada         | Espagne   | Cofidis                          | + 0 s           |
| 10e | Kim Heiduk            | Allemagne | Ineos Grenadiers                 | + 0 s           |

## Classements finals

### Classement général final
| \| Classement général \| Classement général \| Classement général \| Classement général \| Classement général \| \| Coureur \| Coureur \| Pays \| Équipe \| Temps \| \| ------------------ \| --------------------- \| ------------------ \| ---------------------- \| ------------------ \| \| 1er \| Michael Woods \| Canada \| Israel-Premier Tech \| 14 h 33 min 48 s \| \| 2e \| Carlos Rodríguez \| Espagne \| Ineos Grenadiers \| + 1 min 16 s \| \| 3e \| Jesús Herrada \| Espagne \| Cofidis \| + 1 min 21 s \| \| 4e \| Alejandro Valverde \| Espagne \| Movistar Team \| + 1 min 24 s \| \| 5e \| Mattias Skjelmose \| Danemark \| Trek-Segafredo \| + 1 min 44 s \| \| 6e \| Jonas Gregaard Wilsly \| Danemark \| Uno-X Pro Cycling Team \| + 1 min 47 s \| \| 7e \| Nairo Quintana \| Colombie \| Arkéa-Samsic \| + 1 min 48 s \| \| 8e \| Cristian Rodríguez \| Espagne \| TotalEnergies \| + 1 min 48 s \| \| 9e \| Nicolas Edet \| France \| Arkéa-Samsic \| + 3 min 41 s \| \| 10e \| Andrey Zeits \| Kazakhstan \| Astana Qazaqstan Team \| + 4 min 48 s \| |                       |            |                        |                  |
| |                       |            |                        |                  |
| |                       |            |                        |                  |
| Classement général |                       |            |                        |                  |
| Coureur | Coureur               | Pays       | Équipe                 | Temps            |
| 1er | Michael Woods         | Canada     | Israel-Premier Tech    | 14 h 33 min 48 s |
| 2e | Carlos Rodríguez      | Espagne    | Ineos Grenadiers       | + 1 min 16 s     |
| 3e | Jesús Herrada         | Espagne    | Cofidis                | + 1 min 21 s     |
| 4e | Alejandro Valverde    | Espagne    | Movistar Team          | + 1 min 24 s     |
| 5e | Mattias Skjelmose     | Danemark   | Trek-Segafredo         | + 1 min 44 s     |
| 6e | Jonas Gregaard Wilsly | Danemark   | Uno-X Pro Cycling Team | + 1 min 47 s     |
| 7e | Nairo Quintana        | Colombie   | Arkéa-Samsic           | + 1 min 48 s     |
| 8e | Cristian Rodríguez    | Espagne    | TotalEnergies          | + 1 min 48 s     |
| 9e | Nicolas Edet          | France     | Arkéa-Samsic           | + 3 min 41 s     |
| 10e | Andrey Zeits          | Kazakhstan | Astana Qazaqstan Team  | + 4 min 48 s     |

### Classements annexes finals
| Classement par points | Classement par points | Classement par points | Classement par points            | Classement par points |
| Coureur               | Coureur               | Pays                  | Équipe                           | Points                |
| --------------------- | --------------------- | --------------------- | -------------------------------- | --------------------- |
| 1er                   | Max Kanter            | Allemagne             | Movistar Team                    | 38 pts                |
| 2e                    | Michael Woods         | Canada                | Israel-Premier Tech              | 29 pts                |
| 3e                    | Elia Viviani          | Italie                | Ineos Grenadiers                 | 28 pts                |
| 4e                    | Niccolò Bonifazio     | Italie                | TotalEnergies                    | 27 pts                |
| 5e                    | Thomas Boudat         | France                | Go Sport-Roubaix Lille Métropole | 23 pts                |
| 6e                    | Roger Adrià           | Espagne               | Equipo Kern Pharma               | 20 pts                |
| 7e                    | Arnaud Démare         | France                | Groupama-FDJ                     | 20 pts                |
| 8e                    | Mattias Skjelmose     | Danemark              | Trek-Segafredo                   | 20 pts                |
| 9e                    | Carlos Rodríguez      | Espagne               | Ineos Grenadiers                 | 17 pts                |
| 10e                   | Matteo Moschetti      | Italie                | Trek-Segafredo                   | 17 pts                |

| Classement par points | Classement par points | Classement par points | Classement par points            | Classement par points |
| Coureur               | Coureur               | Pays                  | Équipe                           | Points                |
| --------------------- | --------------------- | --------------------- | -------------------------------- | --------------------- |
| 1er                   | Max Kanter            | Allemagne             | Movistar Team                    | 38 pts                |
| 2e                    | Michael Woods         | Canada                | Israel-Premier Tech              | 29 pts                |
| 3e                    | Elia Viviani          | Italie                | Ineos Grenadiers                 | 28 pts                |
| 4e                    | Niccolò Bonifazio     | Italie                | TotalEnergies                    | 27 pts                |
| 5e                    | Thomas Boudat         | France                | Go Sport-Roubaix Lille Métropole | 23 pts                |
| 6e                    | Roger Adrià           | Espagne               | Equipo Kern Pharma               | 20 pts                |
| 7e                    | Arnaud Démare         | France                | Groupama-FDJ                     | 20 pts                |
| 8e                    | Mattias Skjelmose     | Danemark              | Trek-Segafredo                   | 20 pts                |
| 9e                    | Carlos Rodríguez      | Espagne               | Ineos Grenadiers                 | 17 pts                |
| 10e                   | Matteo Moschetti      | Italie                | Trek-Segafredo                   | 17 pts                |

| Classement de la montagne | Classement de la montagne | Classement de la montagne | Classement de la montagne | Classement de la montagne |
| Coureur                   | Coureur                   | Pays                      | Équipe                    | Points                    |
| ------------------------- | ------------------------- | ------------------------- | ------------------------- | ------------------------- |
| 1er                       | Winner Anacona            | Colombie                  | Arkéa-Samsic              | 25 pts                    |
| 2e                        | Michael Woods             | Canada                    | Israel-Premier Tech       | 17 pts                    |
| 3e                        | Carlos Rodríguez          | Espagne                   | Ineos Grenadiers          | 16 pts                    |
| 4e                        | Igor Arrieta              | Espagne                   | Equipo Kern Pharma        | 12 pts                    |
| 5e                        | Nairo Quintana            | Colombie                  | Arkéa-Samsic              | 11 pts                    |
| 6e                        | Niccolò Bonifazio         | Italie                    | TotalEnergies             | 11 pts                    |
| 7e                        | Michel Ries               | Luxembourg                | Arkéa-Samsic              | 10 pts                    |
| 8e                        | Cristian Rodríguez        | Espagne                   | TotalEnergies             | 8 pts                     |
| 9e                        | Carl Fredrik Hagen        | Norvège                   | Israel-Premier Tech       | 7 pts                     |
| 10e                       | Laurens De Plus           | Belgique                  | Ineos Grenadiers          | 7 pts                     |

| Classement de la montagne | Classement de la montagne | Classement de la montagne | Classement de la montagne | Classement de la montagne |
| Coureur                   | Coureur                   | Pays                      | Équipe                    | Points                    |
| ------------------------- | ------------------------- | ------------------------- | ------------------------- | ------------------------- |
| 1er                       | Winner Anacona            | Colombie                  | Arkéa-Samsic              | 25 pts                    |
| 2e                        | Michael Woods             | Canada                    | Israel-Premier Tech       | 17 pts                    |
| 3e                        | Carlos Rodríguez          | Espagne                   | Ineos Grenadiers          | 16 pts                    |
| 4e                        | Igor Arrieta              | Espagne                   | Equipo Kern Pharma        | 12 pts                    |
| 5e                        | Nairo Quintana            | Colombie                  | Arkéa-Samsic              | 11 pts                    |
| 6e                        | Niccolò Bonifazio         | Italie                    | TotalEnergies             | 11 pts                    |
| 7e                        | Michel Ries               | Luxembourg                | Arkéa-Samsic              | 10 pts                    |
| 8e                        | Cristian Rodríguez        | Espagne                   | TotalEnergies             | 8 pts                     |
| 9e                        | Carl Fredrik Hagen        | Norvège                   | Israel-Premier Tech       | 7 pts                     |
| 10e                       | Laurens De Plus           | Belgique                  | Ineos Grenadiers          | 7 pts                     |

| Classement du meilleur jeune | Classement du meilleur jeune | Classement du meilleur jeune | Classement du meilleur jeune | Classement du meilleur jeune |
| Coureur                      | Coureur                      | Pays                         | Équipe                       | Temps                        |
| ---------------------------- | ---------------------------- | ---------------------------- | ---------------------------- | ---------------------------- |
| 1er                          | Carlos Rodríguez             | Espagne                      | Ineos Grenadiers             | 14 h 35 min 04 s             |
| 2e                           | Mattias Skjelmose            | Danemark                     | Trek-Segafredo               | + 28 s                       |
| 3e                           | Jonas Gregaard Wilsly        | Danemark                     | Uno-X Pro Cycling Team       | + 31 s                       |
| 4e                           | Michel Ries                  | Luxembourg                   | Arkéa-Samsic                 | + 6 min 29 s                 |
| 5e                           | Roger Adrià                  | Espagne                      | Equipo Kern Pharma           | + 8 min 34 s                 |
| 6e                           | Filippo Baroncini            | Italie                       | Trek-Segafredo               | + 12 min 16 s                |
| 7e                           | Louis Richard                | France                       | Team U Nantes Atlantique     | + 13 min 10 s                |
| 8e                           | Jordan Jegat                 | France                       | Team U Nantes Atlantique     | + 13 min 18 s                |
| 9e                           | Jacob Hindsgaul              | Danemark                     | Uno-X Pro Cycling Team       | + 13 min 24 s                |
| 10e                          | Asbjørn Hellemose            | Danemark                     | Trek-Segafredo               | + 13 min 56 s                |

| Classement du meilleur jeune | Classement du meilleur jeune | Classement du meilleur jeune | Classement du meilleur jeune | Classement du meilleur jeune |
| Coureur                      | Coureur                      | Pays                         | Équipe                       | Temps                        |
| ---------------------------- | ---------------------------- | ---------------------------- | ---------------------------- | ---------------------------- |
| 1er                          | Carlos Rodríguez             | Espagne                      | Ineos Grenadiers             | 14 h 35 min 04 s             |
| 2e                           | Mattias Skjelmose            | Danemark                     | Trek-Segafredo               | + 28 s                       |
| 3e                           | Jonas Gregaard Wilsly        | Danemark                     | Uno-X Pro Cycling Team       | + 31 s                       |
| 4e                           | Michel Ries                  | Luxembourg                   | Arkéa-Samsic                 | + 6 min 29 s                 |
| 5e                           | Roger Adrià                  | Espagne                      | Equipo Kern Pharma           | + 8 min 34 s                 |
| 6e                           | Filippo Baroncini            | Italie                       | Trek-Segafredo               | + 12 min 16 s                |
| 7e                           | Louis Richard                | France                       | Team U Nantes Atlantique     | + 13 min 10 s                |
| 8e                           | Jordan Jegat                 | France                       | Team U Nantes Atlantique     | + 13 min 18 s                |
| 9e                           | Jacob Hindsgaul              | Danemark                     | Uno-X Pro Cycling Team       | + 13 min 24 s                |
| 10e                          | Asbjørn Hellemose            | Danemark                     | Trek-Segafredo               | + 13 min 56 s                |

| Classement par équipes | Classement par équipes | Classement par équipes | Classement par équipes |
| Équipe                 | Équipe                 | Pays                   | Temps                  |
| ---------------------- | ---------------------- | ---------------------- | ---------------------- |
| 1re                    | Arkéa-Samsic           | France                 | 43 h 49 min 32 s       |
| 2e                     | Ineos Grenadiers       | Royaume-Uni            | + 9 min 59 s           |
| 3e                     | Trek-Segafredo         | États-Unis             | + 15 min 22 s          |
| 4e                     | TotalEnergies          | France                 | + 27 min 05 s          |
| 5e                     | Movistar Team          | Espagne                | + 28 min 21 s          |

| Classement par équipes | Classement par équipes | Classement par équipes | Classement par équipes |
| Équipe                 | Équipe                 | Pays                   | Temps                  |
| ---------------------- | ---------------------- | ---------------------- | ---------------------- |
| 1re                    | Arkéa-Samsic           | France                 | 43 h 49 min 32 s       |
| 2e                     | Ineos Grenadiers       | Royaume-Uni            | + 9 min 59 s           |
| 3e                     | Trek-Segafredo         | États-Unis             | + 15 min 22 s          |
| 4e                     | TotalEnergies          | France                 | + 27 min 05 s          |
| 5e                     | Movistar Team          | Espagne                | + 28 min 21 s          |

## Classement UCI
La course attribue des points au Classement mondial UCI 2020 selon le barème suivant.
| Position           | 1er | 2e | 3e | 4e | 5e | 6e | 7e | 8e | 9e | 10e | 11e | 12e | 13e à 15e | 16e à 25e |
| Classement général | 125 | 85 | 70 | 60 | 50 | 40 | 35 | 30 | 25 | 20  | 15  | 10  | 5         | 3         |
| Par étape          | 14  | 5  | 3  |    |    |    |    |    |    |     |     |     |           |           |
| Leader, par étape  | 3   |    |    |    |    |    |    |    |    |     |     |     |           |           |

## Évolution des classements
| Étape              | Vainqueur          | Classement général | Classement par points | Classement de la montagne | Classement du meilleur jeune | Classement par équipes |
| ------------------ | ------------------ | ------------------ | --------------------- | ------------------------- | ---------------------------- | ---------------------- |
| 1                  | Arnaud Démare      | Arnaud Démare      | Arnaud Démare         | Jean Goubert              | Pierre Barbier               | AG2R Citroën           |
| 2                  | Roger Adrià        | Roger Adrià        | Max Kanter            | Alan Jousseaume           | Roger Adrià                  | AG2R Citroën           |
| 3                  | Michael Woods      | Michael Woods      | Michael Woods         | Michael Woods             | Carlos Rodríguez             | Arkéa-Samsic           |
| 4                  | Niccolò Bonifazio  | Michael Woods      | Max Kanter            | Winner Anacona            | Carlos Rodríguez             | Arkéa-Samsic           |
| Classements finals | Classements finals | Michael Woods      | Max Kanter            | Winner Anacona            | Carlos Rodríguez             | Arkéa-Samsic           |

## Galerie

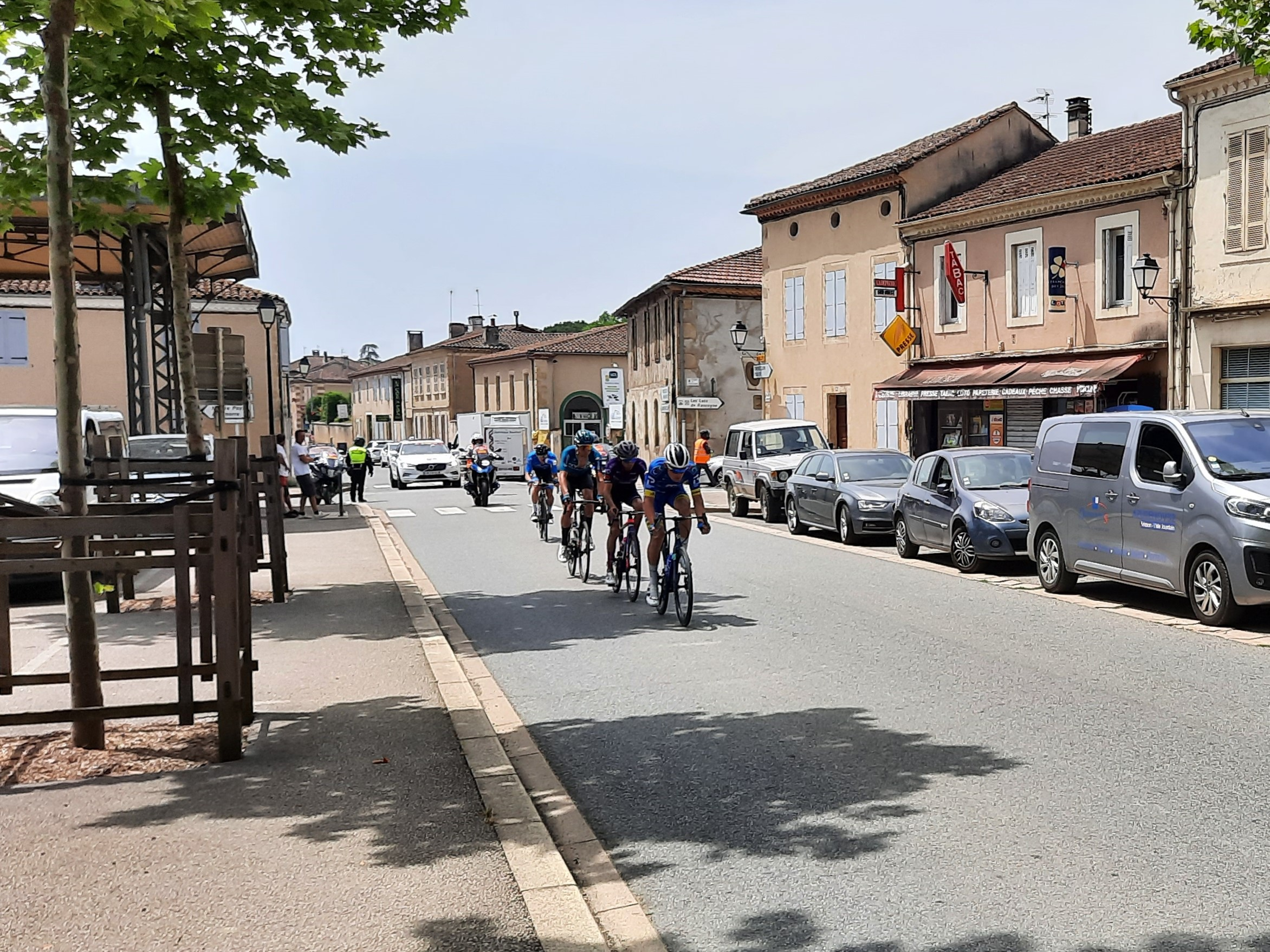
L'échappée à Seissan lors de la première étape...
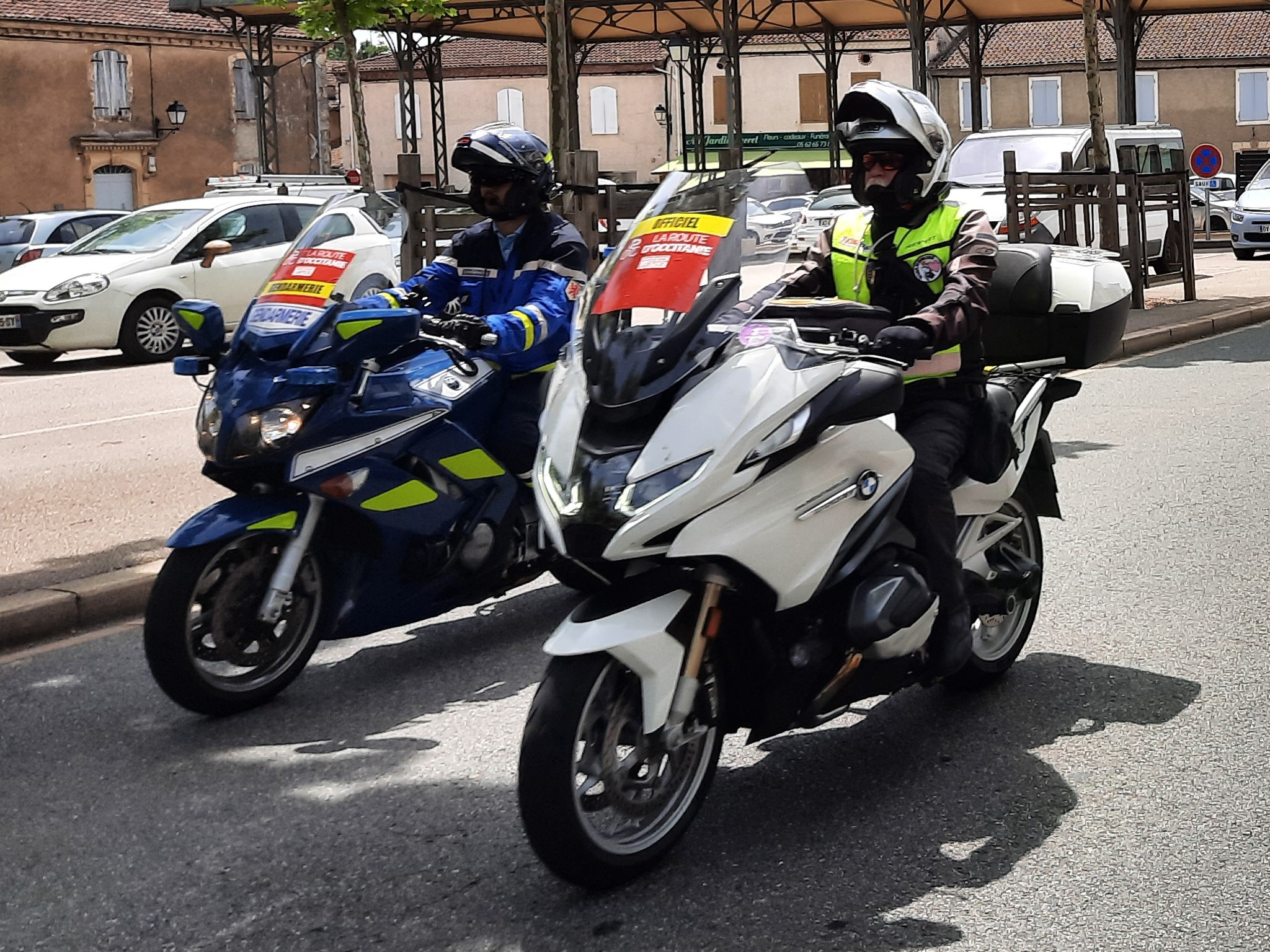
... suivie par des motos...
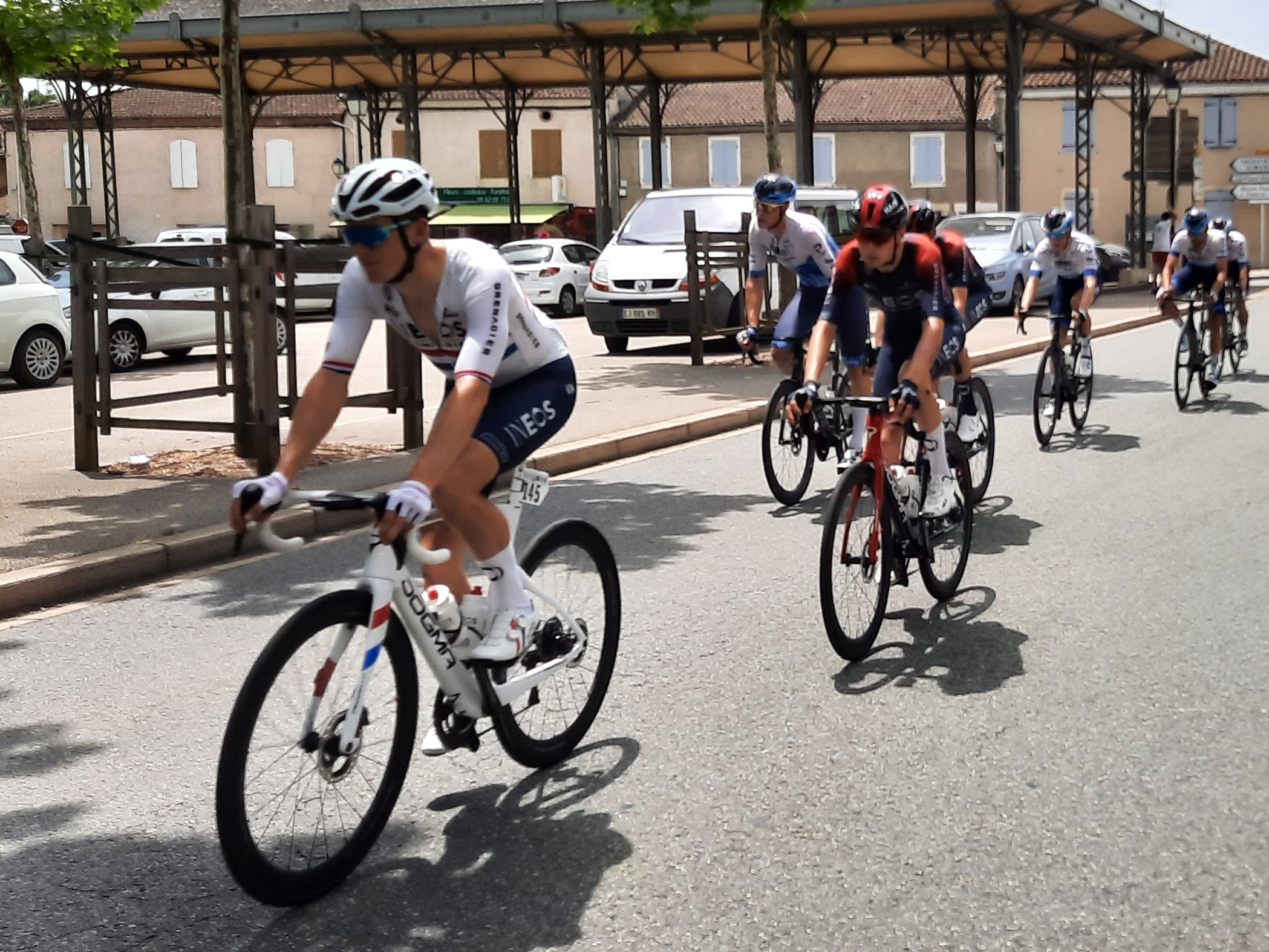
... puis par le peloton dans lequel figure Ben Swift.